# دقيق الفول السوداني
دقيق الفول السوداني يتكون طحين الفول السوداني من مسحوق الفول السوداني منزوع الدهن كليا أو جزئيا. يعتمد طحين الفول السوداني على كمية الدهون المنزوعة والتي تحتوي على درجة عالية من البروتين وتوفير مايصل إلى 31.32 غرام لكل كأس (60 غرام). يستخدم الطهاة طحين الفول السوداني كمادة مكثفة للحساء، كذلك مادة منكهه ومحسنة للخبز والمعجنات والأطباق الرئيسية.

## الأنواع
عند التحميص الخفيف، تقلل 12% من نسبة الدهون من رائحة طحين الفول السوداني ونكهتة عند التقديم. ويتم استخدام ذلك عند تطبيق الوصفات التي لا يحتاج فيها طحين الفول السوداني إلى منكه. عند التحميص الخفيف ستعطي الدهون بنسبة 28% نكهه خفيفة ورائحة للأطباق، وهو يستخدم في الأطباق التي تحتاج إلى نكهه خفيفة فقط. 
في التحميص الكثيف، سيعطي طحين الفول السوداني طعما ورائحة قويتان، وكلاهما يستخدمان عندما نريد أن يكون لطحين الفول السوداني طعما ملحوظا في الطبق. في التحميص الكثيف بنسبة 12% ستكون نكهة الدهون أقل من نسبة 28% من الدهون. 

## القيمةالغذائية
طحين الفول السوداني منزوع الدهن مدرج باعتبار أنه منخفض في الكوليسترول والدهون المشبعة ومن الأطعمة المغذية جدا. بل وأيضا يعد مصدراً جيداً للألياف الغذائية والثيتمين وحمض الفوليك والبوتاسيوم والزنك ومصدراً جيداً للبروتين والنياسين والمغنيسيوم والفسفور والنحاس والمنغنيز.
| المغذي        | الوحدات | الكمية لكل كاس |
| ------------- | ------- | -------------- |
| ماء           | g       | 4.68           |
| طاقة          | سعرة    | 196            |
| بروتين        | g       | 31.32          |
| اجمالي الدهون | غرام    | 0.33           |
| معادن         | غرام    | 2.85           |
| كربوهيدرات    | غرام    | 20.82          |
| الياف         | غرام    | 9.5            |
| سكر           | غرام    | 4.93           |